# Cuautla (Morelos)
Heroica e Histórica Cuautla de Morelos (Nederlands: Heldhaftig en Historisch Cuautla van Morelos, Nahuatl: Cuauhtlan) is een stad in de Mexicaanse staat Morelos. De plaats heeft 153.704 inwoners (census 2005) en is de hoofdplaats van de gemeente Cuautla.
De naam Cuautla komt uit het Nahuatl en betekent 'plaats van de adelaars'. In 1812 vond hier een van de hevigste gevechten uit de Mexicaanse Onafhankelijkheidsoorlog plaats; de onafhankelijkheidsstrijder José María Morelos wist de stad in te nemen, waarna de Spaanse bevelhebber Felix María Calleja het beleg van Cuautla opsloeg. De onafhankelijkheidsstrijders wisten het wekenlang uit te houden, voordat zij uiteindelijk gedwongen werden zich terug te trekken. Hierdoor heeft de plaats de eretitel 'heldhaftig en historisch' gekregen, en in de stad is een museum gewijd aan Morelos en de onafhankelijkheidsoorlog. Tijdens de Mexicaanse Revolutie was Cuautla de eerste stad die werd ingenomen door Emiliano Zapata, en na diens dood werd Zapata hier begraven.
Cuautla is bekend als kuuroord wegens de zwavelhoudende warmwaterbronnen en wordt bezocht door veel rijke inwoners van Mexico-Stad, Puebla en Cuernavaca. De levensstandaard is een van de hoogste van Mexico.